# Tipasa renalis
Tipasa renalis är en fjärilsart som beskrevs av Moore 1885. Tipasa renalis ingår i släktet Tipasa och familjen nattflyn. Inga underarter finns listade i Catalogue of Life.